# Friendship Heights (metropolitana di Washington)
Friendship Heights è una stazione della metropolitana di Washington, situata sulla linea rossa. Si trova su Wisconsin Avenue, al confine tra il Distretto di Columbia e la contea di Montgomery; serve l'omonimo quartiere di Friendship Heights e il centro abitato di Chevy Chase.
È stata inaugurata il 25 agosto 1984, contestualmente all'apertura del tratto tra le stazioni di Van Ness-UDC e di Grosvenor.
La stazione è servita da autobus del sistema Metrobus (gestito dalla WMATA) e del sistema Ride On.